# Tadakatsu Hatagami
Tadakatsu Hatagami is een fictief persoon uit de film Battle Royale. Hij werd gespeeld door acteur Satoshi Yokomichi.

## Voor Battle Royale
Tadakatsu was een leerling van de fictieve Shiroiwa Junior High School. Hij zat in de derde klas. Hij was erg lang en speelde honkbal. Hij was goede vrienden met Shuya Nanahara, totdat hij stopte met sporten. Daarna werd hij goede vrienden met Yuichiro Takiguchi.
Tadakatsu wordt beschreven als een jongen met een normaal uiterlijk die last heeft van acne.

## Battle Royale
Toen het spel begon, kreeg Tadakatsu een Smith & Wesson M19 .357 Magnum als wapen. In de manga krijgt hij een honkbalknuppel. Het lukt hem Yuichiro te vinden, met wie hij het hele spel samen werkt.
In het boek en in de manga sluipt Mitsuko Souma op hem, maar wordt onderbroken door Yuichiro. Ze gijzelden Mitsuko, gezien Tadakatsu haar niet vertrouwde. Toen Tadakatsu sliep, manupileerde Mitsuko Yuichiro, waarna Yuichiro de touwen om haar handen los had gebonden.
Toen het Tadakatsu's beurt was om Mitsuko te bewaken, probeerde ze Tadakatsu te verleiden, waarna ze hem aanviel met een scheermes. Tadakatsu zag in wat Mitsuko probeerde te doen en pakte de pistool. Yuichiro probeerde Mitsuko te beschermen, waardoor Tadakatsu hem per ongeluk neerschoot. Vervolgens stak Mitsuko een sikkel in zijn schouder en sloeg hem dood met de knuppel.
In de film wordt er duidelijk gemaakt dat Mitsuko de twee jongens vermoordde nadat ze had beloofd seks met ze te hebben. Nadat ze de twee dood had gestoken, kan de kijker zien hoe Mitsuko zich aankleedt en weg loopt van de naakte lichamen van de jongens.